# Bran (Brașov)
Bran (in ungherese Törcsvár, in tedesco Törzburg) è un comune della Romania di 5334 abitanti, ubicato nel distretto di Brașov, nella regione storica della Transilvania, sub regione del Burzenland.
Il comune è formato dall'unione di cinque villaggi: Bran, Poarta, Predeluț, Șimon, Sohodol.

## Monumenti e luoghi d'interesse

### Il castello

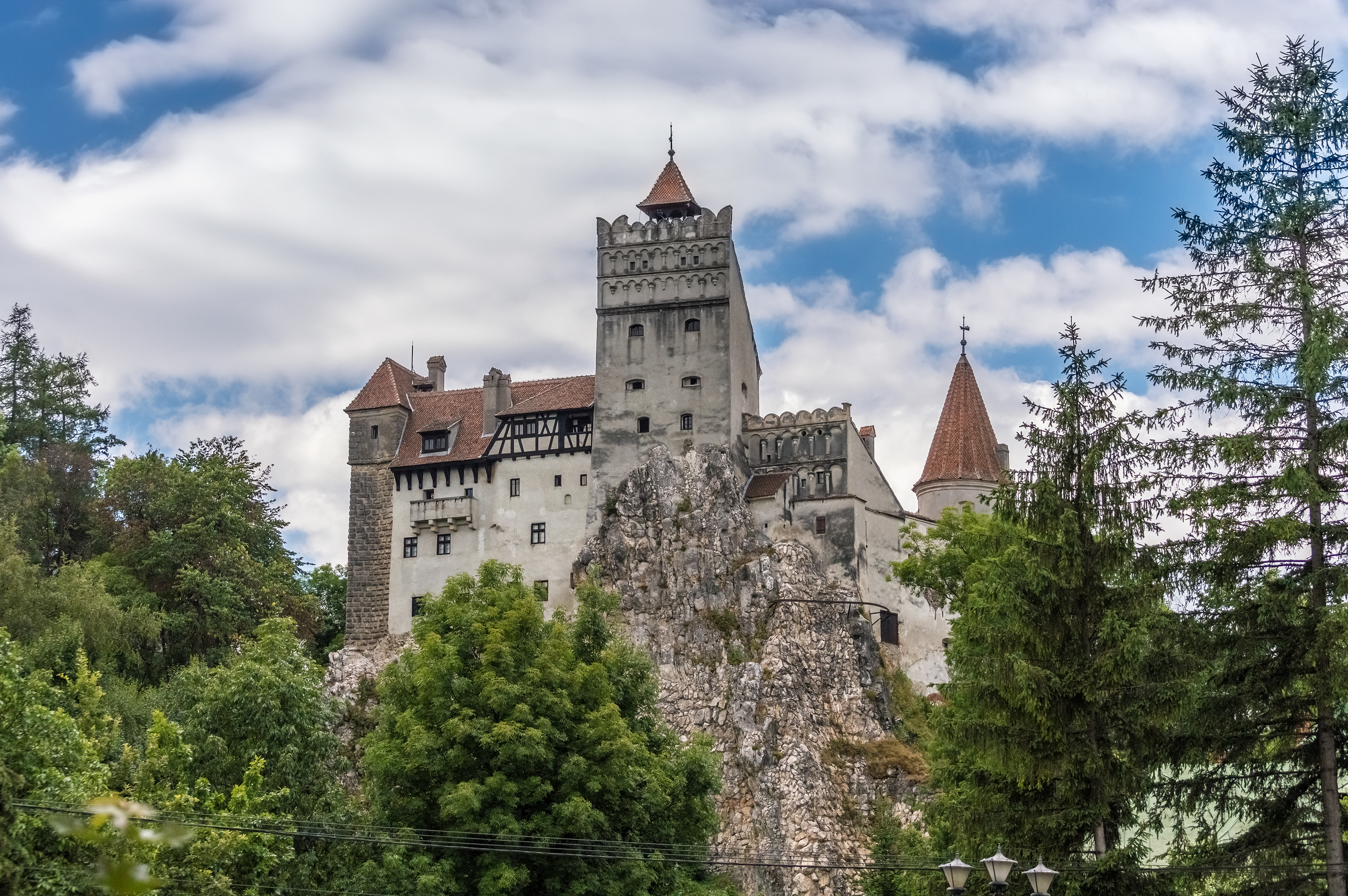
Il castello di Bran

I Cavalieri Teutonici iniziarono a costruire il Castello di Bran, all'epoca una fortificazione in legno, ai primi del XIII secolo. Dopo la distruzione della costruzione ad opera dei Mongoli nel 1242, il Re Luigi I d'Ungheria ordinò la costruzione di un castello in muratura nel 1377, affidandolo agli abitanti di Brasov. Nel XV secolo, grazie alla coalizione contro i Turchi, il castello passò sotto il controllo del voivoda valacco Mircea il Vecchio alla cui famiglia rimase fino al 1396, quando passò sotto il controllo del principe di Transilvania Giovanni Huniady. Cent'anni dopo ritornò sotto il controllo di Brasov e vi rimase fino alla soppressione dei diritti feudali nel 1848. Dal 1920 all'abdicazione del re Michele I di Romania nel 1947, fu la residenza estiva della casa regnante. Nel corso dei secoli attorno al maniero si sviluppò il villaggio di Bran. 
Il castello si trova sulla vetta di un ripido colle e domina un passaggio commerciale e strategico tra la Transilvania e la Valacchia.
Fino alla metà del XIX secolo esisteva una dogana dove i mercanti dovevano pagare una tassa pari al 3% del valore della loro merce.

Non è certo che il Castello di Bran abbia ispirato il castello di Dracula del romanzo di Bram Stoker, ma è l'unico castello della Romania il cui aspetto ricorda quello descritto dallo scrittore irlandese. Tra i castelli storicamente appartenuti al voivoda (principe) Vlad III di Valacchia c'è l'ormai distrutta Fortezza di Poenari.

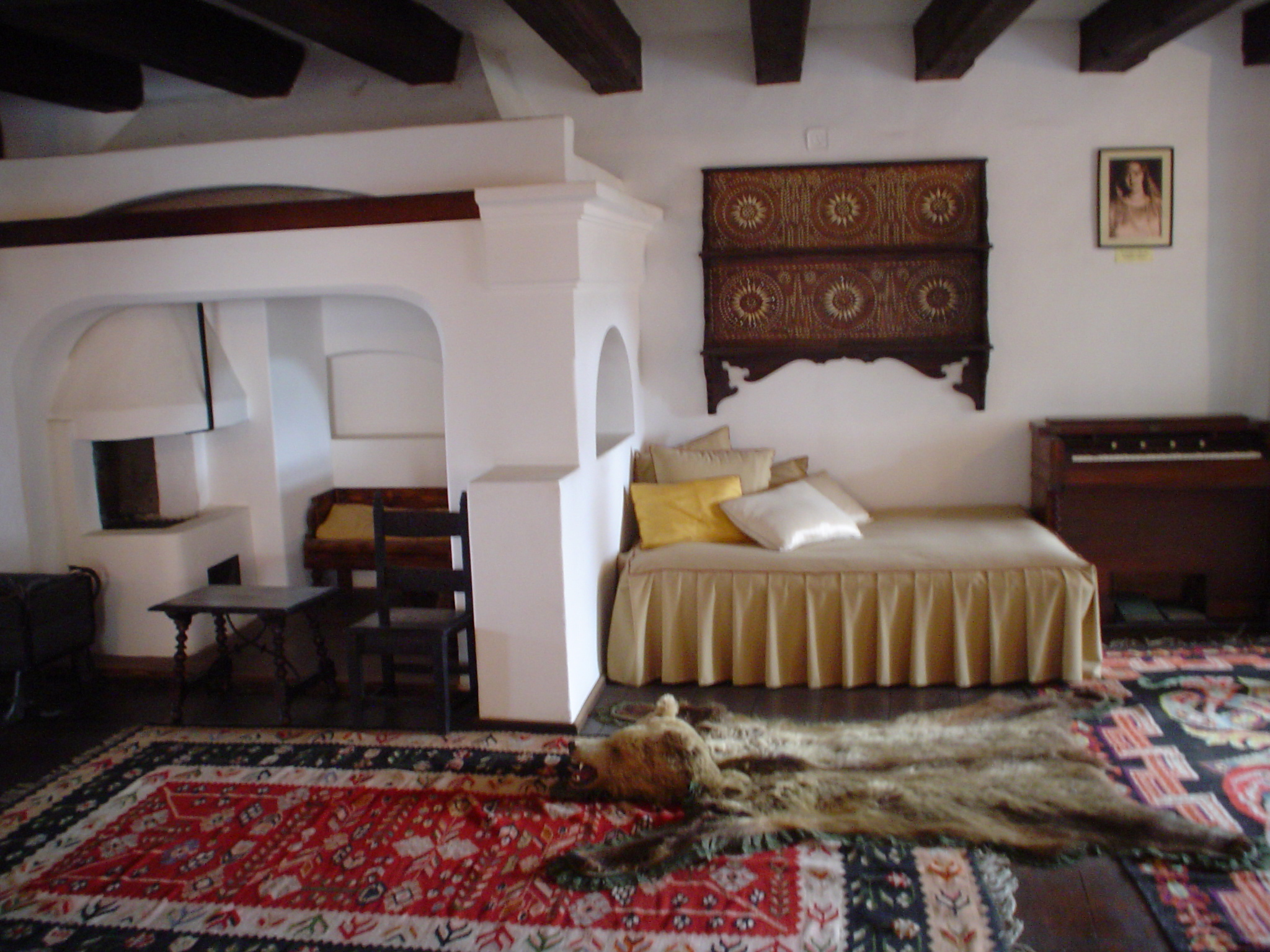
Camera da letto

La visita all'interno della fortezza porta a camminare per angusti corridoi, sale e ballatoi che con i loro antichi arredi sono testimoni dei tempi remoti in cui esso era ancora abitato.
Al castello si accede dalla torre quadrata del XVII secolo dove era il corpo di guardia e da cui si accede al piano terra con i locali di servizio. Si passa al primo piano dove sono gli alloggi della Regina Maria di Sassonia e da sua figlia Ileana. La regina arredò le stanze raccogliendo mobili e corredi da ogni parte d’Europa mescolando gli stili del tempo. Una scala segreta conduce al terzo piano nella libreria e sala della musica, per la quale la regina aveva un amore profondo. Da cui si accede ad un loggiato che offre una bella vista sul cortile e si sale al quarto e ultimo piano, dove si trovano le stanze del principe Nicolae. Si scende quindi al secondo piano, dedicato agli appartamenti di re Ferdinando I di Romania. Le sale hanno un aspetto più austero e lussuoso come la camera con letto del settecento piemontese e la sala da pranzo neobarocca una grande stufa rivestita di maioliche di Corund.  Ritornati al cortile si vede il pozzo, ricavato da un capitello fiorentino del XIX secolo, e si accede alla cappella del principe Mircea, morto di tifo a 3 anni e qui sepolto.
Per una descrizione più completa ed approfondita si rimanda alla pagina dedicata: Castello di Bran

### Chiese di Bran

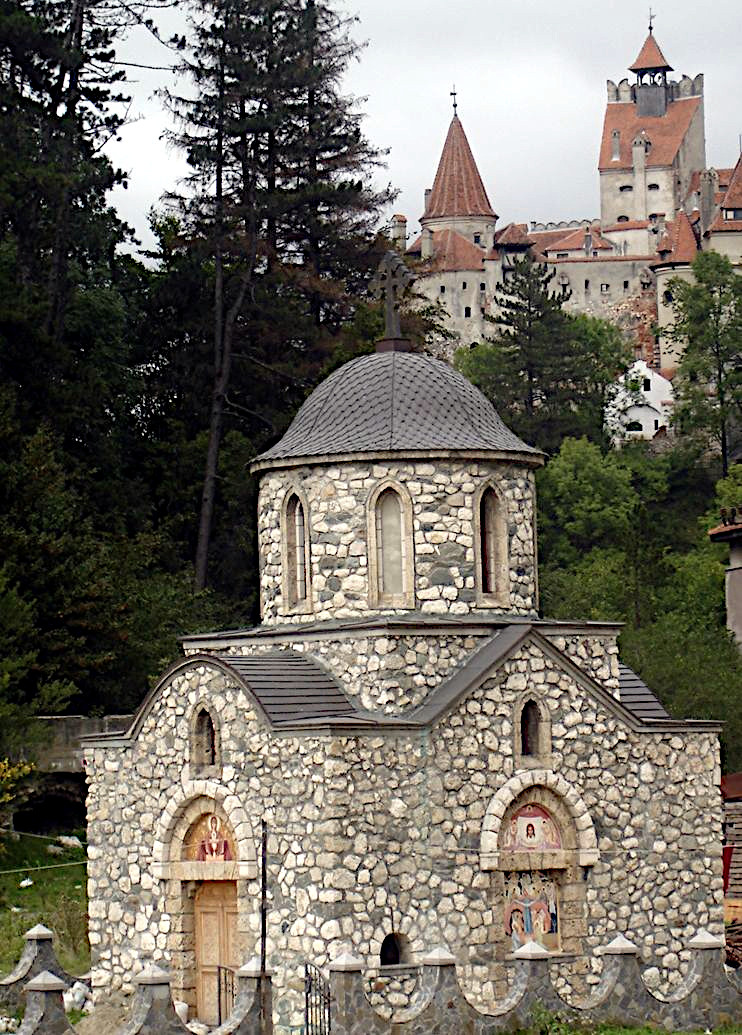
Cappella della regina Maria

Nel villaggio che si estende lungo la rive del fiume Turcu, sorgono alcune chiese ortodosse come la chiesa dell'Assunta, costruita fra il 1820 e il 1836, la chiesa della Trasfigurazione(1715) con bei dipinti sulla facciata ed i muri laterali, ma soprattutto la cappella della regina Maria. La regina Maria di Sassonia amava passare le vacanze nella residenza reale di Balčik, località sul Mar Nero un tempo in territorio Rumeno, tanto da desiderare che il suo cuore fosse ivi posto nella cappella Stella Maris. Quando nel 1940 Balcik passò alla Bulgaria, la principessa Ileana recuperò l'urna d'argento con il cuore della madre e lo portò a Bran dove sarebbe stato custodito in una copia esatta della chiesetta. Costruita nel 1947, la cappella custodì l'urna fino al 1968 quando fu prima trasferita nel castello e tre anni più tardi nel Museo Nazionale di Storia della Romania a Bucarest. La cappella fu dipinta dall'affermato pittore rumeno Arthur Verona.

### Simon

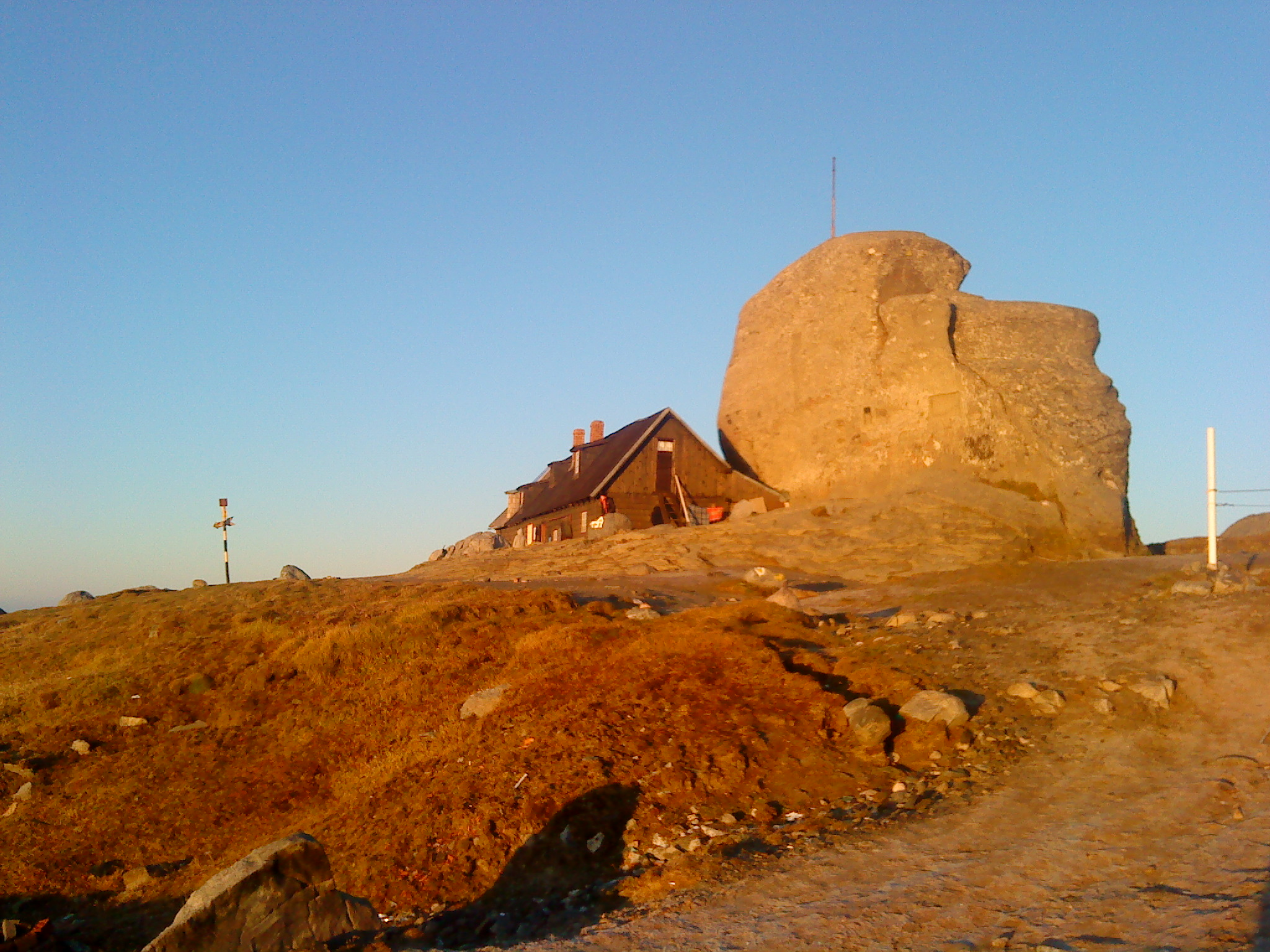
Il picco Omo

Il villaggio si trova i trova nella parte sud-occidentale del comune, lungo la valle scavata il fiume Șimon, affluente del Turcu. 
Nell'abitato è interessante la Chiesa della Pia Paraschiva costruita nel 1793 dagli abitanti del villaggio con l'aiuto sei pastori Mocani (comunità pastorale della pianura di Baragan). La chiesa ha una sola navata sulla quale si innalza la torre ottagonale; è preceduta da un vestibolo, inizialmente a portico e successivamente richiuso, sul quale ci sono interessanti affreschi eseguiti nel 1821 dai pittori che si firmano Nicolae e Joan raffiguranti la Madonna fra gli arcangeli Michele e Gabriele, ed altri santi. Molto interessanti le croci del vicino cimitero.

Sulla collina di Balaban nel 2006 è stato costruito il monastero dei Dodici Santi Apostoli.

Dalla parte alta del villaggio partono numerosi sentieri che portano al picco Omu che con i suoi 2514 metri è la vetta più alta dei monti Bucegi.

### Predelut e Sohodol
I villaggi sono ormai urbanisticamente collegati in un unico abitato con Bran. Predelut sorge sulla destra del fiume Turcu e ha una chiesa ortodossa del 1918; Sohodol si trova ad est del centro di Bran ed ha una chiesa dedicata alla Pia Paraschiva, edificata nel 1812 e dipinta dai pittore Nicole Zugravu di Sacele.